# Pałac w Droglowicach
Pałac w Droglowicach – zabytkowy pałac z XVIII w. w Droglowicach – wsi w Polsce, w województwie dolnośląskim, w powiecie głogowskim, w gminie Pęcław.

## Opis
Obiekt jest częścią zespołu pałacowego, w skład którego wchodzą jeszcze: park krajobrazowy z jeziorkiem, zabudowania gospodarcze ze spichlerzem z końca XVIII w..